# Paralímpicos da Nova Zelândia
Paralímpicos da Nova Zelândia (em inglês:  Paralympics New Zealand) é o Comitê Paralímpico Nacional que representa a Nova Zelândia no Movimento Paralímpico. Esta organização é responsável por supervisionar os meios pelos quais os atletas neozelandês vão participar nos Jogos Paralímpicos de Verão e de Inverno.
Esta instituição é filiada ao Comitê Paralímpico Internacional como o Comitê Paralímpico Nacional da Nova Zelândia. Ela é uma dos 170 comitês nacionais que existem no mundo, e que são responsáveis por apoiar o crescimento dos esportes paralímpicos em seus países.

## Objetivo
Paralímpicos da Nova Zelândia é uma instituição que é responsável por supervisionar disciplinas de até vinte e dois esportes paralímpicos e entrega do Programa de Esportes de Alto Rendimento dentro de um número de disciplinas. A organização prepara, seleciona e leva as equipes de atletas paralímpicos da Nova Zelândia para participar das ompetições internacionais e os Jogos Paralímpicos.
A instituição neozelandesa, também, trabalha com atletas, membros, parceiros e agências governamentais para inspirar aqueles que vivem com algum tipo de deficiência na sociedade da Nova Zelândia e aumentar a sensibilização, compreensão e aceitação da deficiência entre o público em geral do país.